# Submarint grundvattensutflöde

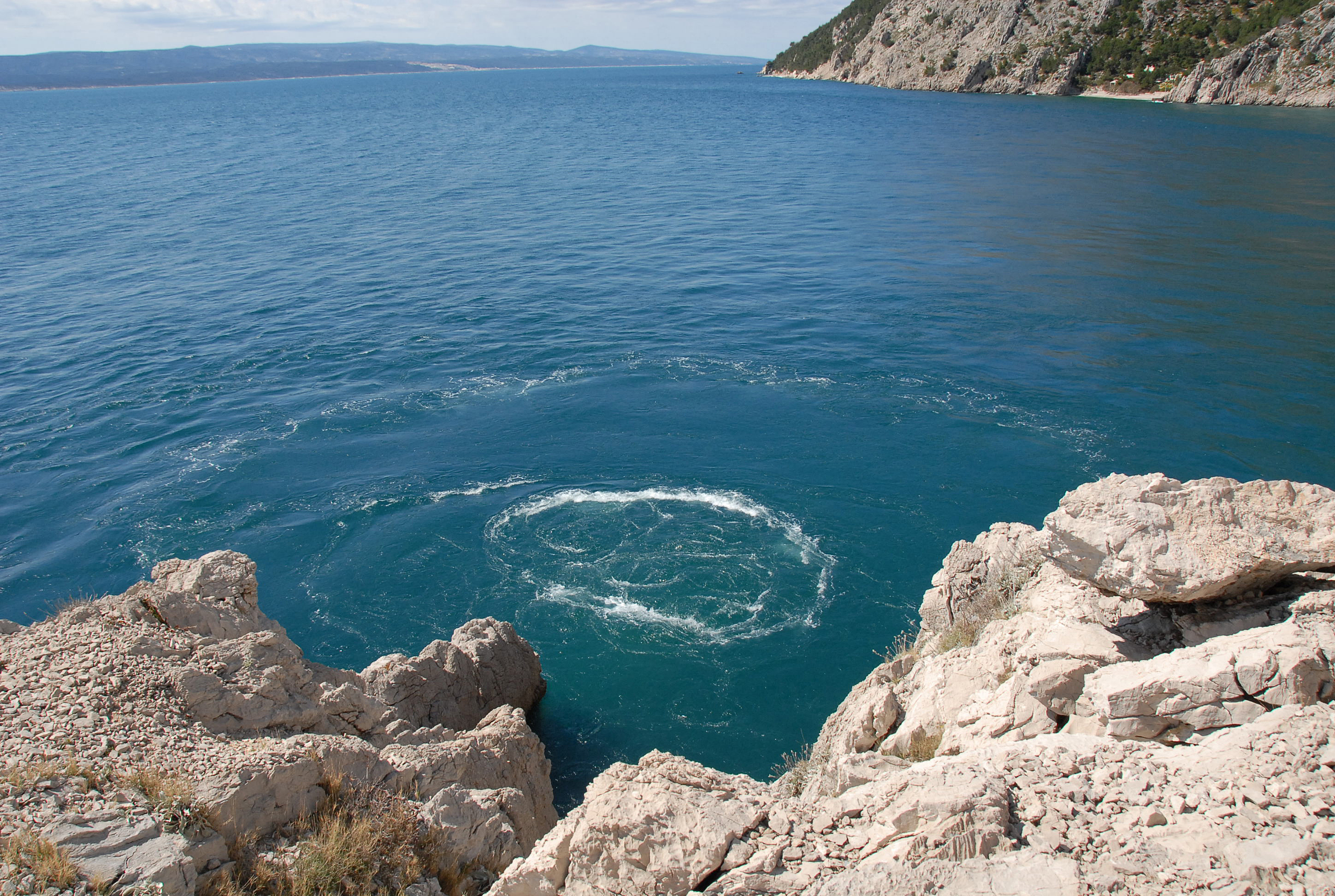
Submarin källa vid en karstområde i Kroatiens kust. Liknande källor finns i Stoupa i Grekland.

Ett submarint grundvattensutflöde är ett område under havsytan där grundvatten blandas ut med havsvattnet. Submarina grundvattensutflöden sker där en akvifer angränsar till ett hav men begreppet innefattar också återflödet till havet av salt grundvatten. Utflödet påverkar kustnära ekosystem och har använts för vattenförsörjning av samhällen i årtusenden.
Topografisk driven grundvattenströmming är en process som får grundvatten att flöda ut i havet. Även andra processer som naturlig pumpning från tidvatten, beständiga system av vågor och konvektion av vatten med olika temperatur eller salthalt kan åstadkomma- eller bidra till submarint grundvattensutflöde. Vid Nordamerikas östra och passiva kontinentränd har man visat att submarint grundvattensutflöde drivs av geotermal värme från djupa områden i jordskorpan. Skillnaden mellan genomsnittliga havsnivån och grundvattensytans genomsnittlga höjd bidrar till grundvattenströmning ut till havet över tid trots att flödet kan tillfälligt variera. Denna höjdskillnad kallas för överhöjd (engelska: overheight, superelevation).
Totalt uppskattas det att submarint grundvattensutflöde tillför världshaven 2,4 ×103 km3 sötvatten årligen. För jämförelse anses ytvattendrag bidra med 35,0 ×103 km3 sötvatten årligen till världshaven. Lokalt brukar det submarina utflödet av submarint sötvatten variera i den mån den kan utgöra en volym tio till hundra gånger mindre än den lokala utflödet från ytvattendrag.

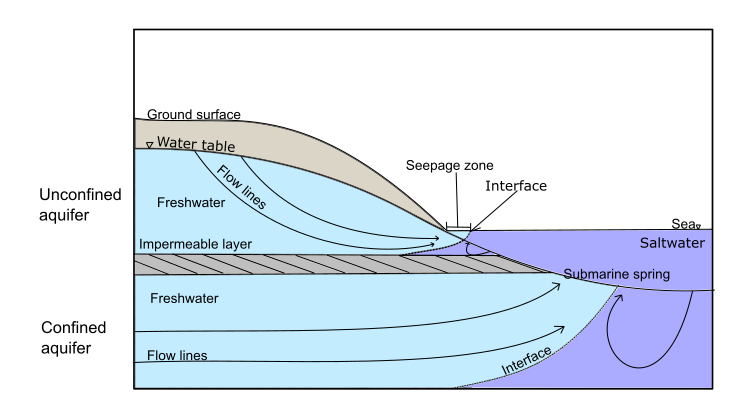
Schematisk profil på vanliga komponenter i vid ett submarint grundvattensutflöde. Notera att grundvattensutflöden kan ske flera kilometer bort från kusten.

Submarint grundvattensutflöde kan ske i olika miljöer och geologiska medier. Sältor och mangroves är lite studerade som områden för submarint grundvattensutflöde relativt till sandrika områden som stränder. Utflödet i kristallint berggrund kan vara komplex då det bland annat kan förmodas att olika sprickor är aktiva som utflödeskanaler vid olika tidpunkter.
Vid stränder med höga tidvattensskilnader tenderar grundvattenytan närmast havet att luta inlands vid flood och mot havet vid ebb.
Om utflödet är stor kan det bildas en plym av grundvatten i havet med temperatur och kemi som skiljer sig från omgivningen.
I Alaskagolfen uppskattas 3,5 %–11,4 % av all dess sötvattensinflöde ske genom submarint grundvattensutflöde.

## Kemi, ekologi och föroreningar
Vid submarina grundvattensutflöden sker kemiska reaktioner med blandning av vatten med olika temperaturer, salthalt och andra lösta ämnen som orsak. Zoner där grundvatten av meteorisk eller blandad meteorisk-marint ursprung förs ihop med hasvatten kallas för övergångszonen och är en zon där många kemiska reaktioner sker.
Submarina grundvattensutflöden tillför viktiga ämnen för marint liv. Grundvattensutflöden bidrar med näringsämnen som löst organiskt kol och löst oorganisk kol till haven. Submarint grundvattensutflöde tillför haven betyndande mängder kväve jämfört med ytvattenvattendrag.
Det har uppmärksammats att föroreningar av olika slag kan nå havet via submarina grundvattensutflöden.

## Submarint grundvattensutflöde i Östersjön
I Östersjön uppskattas det att summan av submarina grundvattensutflödet av sötvatten utgör 4,4 km3 vatten årligen vilket motsvarar mindre än 1 % av avrinningen från ytvattendrag. Enligt samma uppskattning är submarina grundvattensutflödet av sötvatten i Östersjön fördelad så att 1,6 till 1,9 km3 kommer in årligen från Tyskland och Polen, 1,14 km3 från Ryssland och Baltikum, 0,75 km3 från Sverige, 0,63 km3 från Danmark och 0,38 km från Finland. Lokalt kan submarint grundvattensutflöde vara en viktig del av vatten och näringsbalansen i Östersjön, särskilt där det finns isälvssediment eller rullstensåsar i havet. Submarint grundvattensutflöde tros vara orsaken till bildningen av undervattensterrasser i mjuka sediment i vissa ställen av Sveriges östkust.
För en akvifer vid en sand- och grusområde kring Stängselåsen öst om Hangö i Finlands kust har man uppskattat ett genomsnittligt submarint grundvattensutflöde av 0.22 cm per dag per m2 för hösten 2017 och 0.28 cm per dag per m2 för våren 2020. Vid samma område har man iakttagit att submarint grundvattensutflöde koncentreras i gropar i sand där man har uppskattat flöden av 0.02 och 0.31 cm per dag per m2. Intensiteten av biokemiska processerna som involverar sulfat, metan och ammonium skiljer sig i gropar med submarint grundvattensutflöde relativt till inaktiva gropar. Liknande gropar med submarint grundvattensutflöde finns i Eckernförde i Tysklands österjökust.

## Submarint grundvattensutflöde i Kattegatt
Vid Laholmsbukten i södra Halland har det föreslagits att det är plats for submarint grundvattensutflöde av två olika akviferer, en öppen akvifer som tömmer vatten inom 50 m från strandkanten och en djupare sluten akvifer som har utflöde 50 till 220 m från strandkanten. Utflödet av grundvatten har bildat gropar i buktens havsbotten. I Danmark har det föreslagits att akviferer i sedimentfyllda tunneldalar bidrar till submarint grundvattensutflöde.